# Mukabaki-Wasserfall
Der Mukabaki-Wasserfall (japanisch ）通称行縢の滝, Mukabaki-no-taki) ist ein Wasserfall in Nobeoka in der Präfektur Miyazaki. Er hat eine Fallhöhe von 77 m bei einer Breite von 30 m. Das Wasser fließt über den Mukabaki, der ein Zufluss des Gokase ist, bis in die Philippinensee. Der Wasserfall ist Teil der 1990 vom Umweltministerium aufgestellten Liste der Top-100-Wasserfälle Japans.